# Xanthorhoe delicata
Xanthorhoe delicata är en fjärilsart som beskrevs av Dyar 1927. Xanthorhoe delicata ingår i släktet Xanthorhoe och familjen mätare. Inga underarter finns listade i Catalogue of Life.